# سالینا (سیسیل)
سالینا (به ایتالیایی: Isola di Salina) یک منطقهٔ مسکونی در ایتالیا است که در سیسیل واقع شده‌است. سالینا ۲۶٫۱ کیلومتر مربع مساحت و ۲٬۵۹۸ نفر جمعیت دارد و ۹۶۸ متر بالاتر از سطح دریا واقع شده‌است.